# Gong Jin’ou
Gong Jin’ou (chiń. 鞏金甌; pinyin Gǒng Jīn’ōu; Wade-Giles Kung Chin-ou; wym. [kʊ̀ŋ tɕín.óʊ]) – hymn państwowy Cesarstwa chińskiego w latach 1911–1912. Słowa napisał Yan Fu, a muzykę skomponował Bo Tong.

## Słowa
| Chiński (pismo tradycyjne)                                                                | Transkrypcja |
| ----------------------------------------------------------------------------------------- | --- |
| 鞏金甌， 承天幬， 民物欣鳧藻， 喜同袍， 清時幸遭。 真熙皞， 帝國蒼穹保。 天高高， 海滔滔. | Gǒng jīn’ōu Chéng tiānchóu, Mínwù xīn fúzǎo, Xǐ tóngbāo, Qīng shí xìngzāo. Zhēn xī hào, Dìguó cāngqióng bǎo. Tiān gāogāo, Hǎi tāotāo |